# Konrad Bösherz

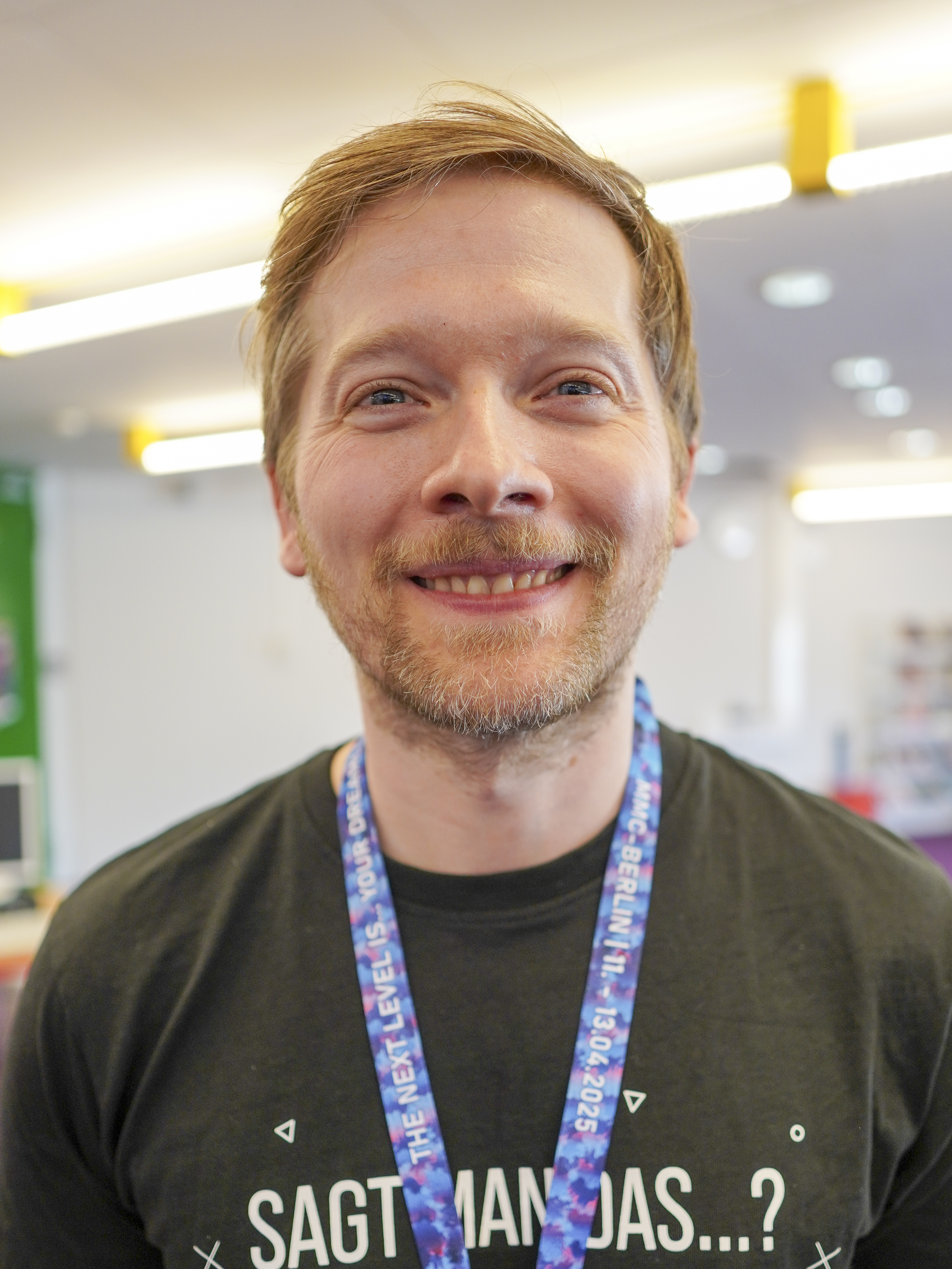
Konrad Bösherz auf der MMC in Berlin 2025

Konrad Bösherz (* 2. November 1983 in Berlin) ist ein deutscher Synchronsprecher, Hörspielsprecher und Schauspieler.

## Leben
Konrad Bösherz synchronisiert sowohl Fernsehserien als auch Filme und Videospiele. Außerdem wirkt Bösherz an Hörbuchproduktionen mit, so zum Beispiel als Peter in Peterchens Mondfahrt (Buchvorlage geschrieben von Gerdt von Bassewitz). Bis Mitte 2010 war er, neben Kollegin Tanya Kahana, die Station-Voice des Frankfurter Radiosenders You FM.

## Filmografie (Auswahl)
- 1990: Dr. M
- 1997: Klassenziel Mord (Fernsehfilm)
- 1999: Dr. Sommerfeld – Neues vom Bülowbogen (Fernsehserie, Folge Schicksalsschläge)
- 1999: Einfach Klasse! (Fernsehserie)

## Synchronarbeiten (Auswahl)
Jesse Eisenberg
- 2005: Verflucht als Jimmy
- 2009: Zombieland als Columbus
- 2010: The Social Network als Mark Zuckerberg
- 2011: 30 Minuten oder weniger als Nick
- 2013: Die Unfassbaren – Now You See Me als J. Daniel Atlas
- 2015: American Ultra als Mike Howell
- 2016: Die Unfassbaren 2 als J. Daniel Atlas
- 2019: Zombieland: Doppelt hält besser als Columbus

Iwan Rheon
- 2012–2013: Misfits als Simon Bellamy
- 2013–2016: Game of Thrones als Ramsay Snow/Bolton
- 2013–2016: Vicious als Ash Weston
- 2017–2020: Riviera als Adam Clios
- 2021: The Magic Flute – Das Vermächtnis der Zauberflöte als Papageno
- 2024: Those About to Die als Tenax

Jamie Campbell Bower
- 2007: Sweeney Todd – Der teuflische Barbier aus der Fleet Street als Anthony Hope
- 2008: Rock N Rolla als Rocker
- 2010: London Boulevard als Whiteboy
- 2011: Anonymus als Edward de Vere (jung)
- 2012: Camelot als Arthur Pendragon

Justin Chatwin
- 2005: Krieg der Welten als Robbie Ferrier
- 2005: Glück in kleinen Dosen als Billy
- 2008: Middle of Nowhere als Ben Pretzler

Andrew Garfield
- 2007: Von Löwen und Lämmern als Todd Hayes
- 2009: Boy A als Jack Burridge
- 2010: Das Kabinett des Doktor Parnassus als Anton

Iain De Caestecker
- 2014–2020: Marvel’s Agents of S.H.I.E.L.D. als Agent Leopold „Leo“ Fitz
- 2016: Der ultimative Spider-Man als Leo Fitz
- 2023: The Winter King als König Arthur Pendragon

Jonny Weston
- 2014: 96 Hours – Taken 3 als Jimy
- 2015: Die Bestimmung – Insurgent als Edgar
- 2016: Die Bestimmung – Allegiant als Edgar

Jay Baruchel
- 2009: Zu scharf um wahr zu sein als Kirk Kettner
- 2010: Duell der Magier als Dave Stutler

Barry Keoghan
- 2021: Eternals als Druig
- 2022: The Batman als Joker

Johnny Flynn
- 2021: Die Ausgrabung als Rory Lomax
- 2022: The Outfit als Francis

### Filme
- 1994: Die kleinen Superstrolche: Bug Hall als Alfalfa
- 1997: Ganz oder gar nicht: William Snape als Nathan
- 1997: Dante’s Peak: Jeremy Foley als Graham Wando
- 1997: Casper – Wie alles begann: Logan Robbins als Danny
- 1998: Star Trek: Der Aufstand: Michael Welch als Artim
- 1998: Heirate nie einen Cowboy: Ryan Gosling als Tommy
- 2004: Mysterious Skin – Unter die Haut: Jeffrey Lincon als Eric
- 2005: Brotherhood – Wenn Brüder aufeinander schießen müssen: Won Bin als Lee Jin Seok
- 2005: Broken Flowers: Mark Webber als The Kid
- 2006: Brick: Matt O’Leary als The Brain
- 2006: Wendy Wu – Die Highschool-Kriegerin: Shin Koyamada als Shen
- 2007: Lady Vengeance: Kim Si-hoo als Geun-shik
- 2008: LOL: Jérémy Kapone als Maël
- 2008: Charlie Bartlett: Anton Yelchin als Charlie Bartlett
- 2008: Lauschangriff – My Mom’s New Boyfriend: Trevor Morgan als Eddie
- 2010: Nowhere Boy: Josh Bolt als Pete Shotton
- 2010: Triple Dog: Brett Davern als Whisper
- 2011: Die drei Musketiere: Freddie Fox als König Luis
- 2011: My Week with Marilyn: Eddie Redmayne als Colin Clark
- 2012: Detektiv Conan – Der 11. Stürmer als Kazumasa Nakaoka
- 2014: The Amazing Spider-Man 2: Rise of Electro: Dane DeHaan als Harry Osborn/Green Goblin
- 2014: Vampir Academy: Dominic Sherwood als Christian Ozera
- 2014: Maze Runner – Die Auserwählten im Labyrinth: Will Poulter als Gally
- 2015: Love & Mercy: Max Schneider als Van Dyke Parks
- 2015: Man lernt nie aus: Jason Orley als Lewis
- 2016: Nerve: Dave Franco als Ian
- 2016: Money Monster: Jack O’Connell als Kyle Budwell
- 2016: Detektiv Conan Der dunkelste Albtraum: Tooru Furuya als Bourbon/Tooru Amuro/Rei Furuya
- 2017: Monsieur Pierre geht online: Yaniss Lespert als Alex
- 2018: Bohemian Rhapsody: Ben Hardy als Roger Taylor
- 2018: Detektiv Conan – Zero der Vollstrecker: Tooru Furuya als Bourbon/Tooru Amuro/Rei Furuya
- 2020: The Devil All the Time: Harry Melling als Roy Lafferty
- 2022: Scream: Chester Tam als Deputy Vinson
- 2022: Detektiv Conan: Die Halloween-Braut – Tooru Furuya als Bourbon/Tooru Amuro/Rei Furuya
- 2023: Miraculous: Ladybug & Cat Noir – Der Film als Plagg
- 2023: Oppenheimer: Olli Haaskivi als Edward Condon
- 2023: Detektiv Conan: Das schwarze U-Boot: Tooru Furuya als Bourbon/Tooru Amuro/Rei Furuya
- 2024: Wicked: Ethan Slater als Moq

### Fernsehserien
- 1997–1999: Full House: Blake McIver Ewing als Derek S. Boyd
- 1999–2000: Jim Knopf: als Jim Knopf
- 2000–2011: Yu-Gi-Oh! und Yu-Gi-Oh! GX als Yugi Muto, Yu-Gi-Oh! 5D’s als Sayer
- 2001–2004: The Tribe: Michael Wesley-Smith als  Jack
- 2002: Digimon Tamers als Takato Matsuki
- 2004–2005: Die himmlische Joan: Michael Welch als Luke Girardi
- 2004–2007: Eine himmlische Familie: Tyler Hoechlin als Martin Brewer
- 2004–2012: Bleach als Ichigo Kurosaki
- 2005: Power Rangers Dino Thunder: James Napier als Conner McKnight
- 2005–2006: Super Kickers 2006 – Captain Tsubasa als Taro Misaki
- 2006: TsubasaChronicle als Shaolan
- 2006: Air Gear als Minami Itsuki
- 2006: Black Lagoon als Hänsel
- 2006: Bleach – The Movie: Memories of Nobody als Ichigo Kurosaki
- 2007: The Black Donnellys: Billy Lush als Kevin Donelly
- 2007: Heroes: Thomas Dekker als Zach
- 2007: Princess Princess als Mikoto Yutaka
- 2007: Manga Love Story als Makoto Onoda
- 2007: Loveless als Ritsuka Aoyagi
- 2007: Ruby Gloom als Frank
- 2007–2010: The Hills als Spencer Pratt
- 2007–2012: One Tree Hill: Lee Norris als Marvin (Mouth) McFadden
- 2007–2012: Bakugan – Spieler des Schicksals als Baron Leltoy
- 2008–2009: Romeo x Juliet als Romeo Montague
- 2008–2010: Black Butler als Edward V
- 2008–2012: The Amazing Spiez als Marc Clark
- 2008–2013: The Secret Life of the American Teenager: Daren Kagasoff als Ricky Underwood
- 2009: Knight Rider: Paul Campbell als Billy Morgan
- 2009: Scrubs – Med School: Dave Franco als Cole
- 2009: Code Geass – Lelouch of the Rebellion als Suzaku Kururugi
- 2009: Vampire Knight als Takuma Ichijo
- 2009–2011: The Super Hero Squad Show als Wolverine
- 2009–2012: Make It or Break It: Nico Tortorella als Razor
- 2009–2012: Beyblade: Metal Fusion als Takashi, in späteren Staffeln als Masamune Kadoya
- 2009–2018: The Middle: Beau Wirick als Sean Donahue
- 2010: Maid-sama als Gouki Aratake
- 2010: Mobile Suit Gundam 00 als Setsuna F. Seiei
- 2010–2011: Stargate Universe: Jamil Walker Smith als Master Sergeant Ronald Greer
- 2010–2013: Victorious: Matt Bennett als Robbie Shapiro
- 2011: Die Abenteuer von Chuck & seinen Freunden als Henri
- 2011: Black Butler als Edward
- 2011–2012: Power Rangers Samurai: Hector David Jr. als Mike
- 2011–2015: Falling Skies: Drew Roy als Hal Mason
- 2011–2015: Hart of Dixie: Wilson Bethel als Wade Kinsella
- 2011–2016: Awkward – Mein sogenanntes Leben: Brett Davern als Jake Rosati
- 2012–2015: Kuroko no Basuke als Seijuru Akashi
- 2012–2018: DreamWorks Dragons als Hicks
- 2013: Pokémon Origins als Blau
- 2013: Ninjago als Vinny Folson (2. Stimme)
- 2013–2017: Reign: Jonathan Keltz als Leith Bayard
- 2013–2017: Sleepy Hollow: Matt Barr als Nick Hawley
- 2014–2015: Vampire Diaries: Chris Brochu als Luke Parker
- 2014–2015: Shigatsu wa Kimi no Uso – Sekunden in Moll als Kōsei Arima
- 2014–2018: Star Wars Rebels: Taylor Gray als Ezra Bridger
- 2014–2018: Scorpion: Eddie Kaye Thomas als Toby Curtis
- 2014–2019: Gotham: Cory Michael Smith als Edward Nygma
- 2015: The Tomorrow People: Robbie Amell als Stephen Jameson:
- 2015: Scream: Connor Weil als Will Belmont
- 2015–2020: Food Wars! Shokugeki no Soma als Takumi Aldini
- 2015–2018: Fear the Walking Dead: Frank Dillane als Nick Clark
- 2016: Shadowhunters: Dominic Sherwood als Jace
- 2016: The Path: Kyle Allen als Hawk Lane
- 2016: Victoria: Daniel Donskoy als Grossfürst
- seit 2016: Miraculous – Geschichten von Ladybug und Cat Noir als Plagg
- 2017: Toradora! als Yūsaku Kitamura
- 2017: Marvel’s The Defenders: Finn Jones als Danny Rand
- 2017–2018: Marvel’s Iron Fist: Finn Jones als Daniel Rand
- 2017: Dragon Ball Super als Prinz Pilaf
- 2017: Psycho Pass als Kirito Kamui
- 2017: Die Monster Mädchen als Kimihito Kurusu
- 2017: Godless: Jack O’Connell als Roy Goode
- 2017–2021: Supernatural: Alexander Calvert als Jack Kline
- 2017–2021: Black Clover – Ken'ichirou Oohashi als Leopold Vermillion
- 2017–2020: Haikyu!! als Kōshi Sugawara
- seit 2017: Blue Bloods – Crime Scene New York: als Jamison Reagan
- 2018–2021: The Hunter: Alessio Praticò als Enzo Salvatore Brusca
- 2018: Angels of Death als Zack
- 2018: Persona 5: The Animation als Akechi Goro / Crow
- 2018: American Horror Story: Kyle Allen als Timothy Campbell
- 2018: Free! Staffel 3: Free! Dive to the Future als Kisumi Shigino
- 2018–2020: Tote Mädchen lügen nicht: Justin Prentice als Bryce Walker
- 2019: Chernobyl: Robert Emms als Leonid Toptunow
- 2019: Westworld: Rafi Gavron als Roderick
- 2019: Vinland Saga: Yoshiaki Hasegawa als Hakon
- 2020–2023: Hunters: Greg Austin als Travis Leich
- 2020: Jujutsu Kaisen als Junpei Yoshino
- 2020: The Mandalorian: Luke Baines als Pilot
- 2021: Why Women Kill: Matthew Daddario als Scooter Polarsky
- 2021: Dopesick: Will Poulter als Billy Cutler
- 2022: Die Schlange von Essex: Frank Dillane als Luke Garrett
- 2022: Oddballs: Die seltsamen Abenteuer von James & Max: James Rallison als James
- seit 2022: Quantum Leap – Zurück in die Vergangenheit: Raymond Lee als Ben Song
- 2023: Große Erwartungen: Fionn Whitehead als Pip
- 2023: Ahsoka: Eman Esfandi als Ezra Bridger
- 2023, 2024: Navy CIS: Andrew Elvis Miller als Sam Novak und Jake Thomas als Derek Bailey
- 2024: Nicht eine Mehr: Daniel Lorenzo als Hérnan
- Seit 2024: Kaito Ishikawa als Jin 'Jiji' Enjouji in Dandadan

### Videospiele
- 2011: Batman: Arkham City als Tim Drake/Robin
- 2011: Assassin’s Creed: Revelations
- 2012: Assassin’s Creed III: Liberation als Gérald Blanc
- 2012: Far Cry 3 als Riley Brody
- 2012: DC Universe Online als Robin
- 2015: Mortal Kombat X als Takeda
- 2015: Batman: Arkham Knight als Tim Drake/Robin
- 2015: Lego Dimensions als Robin
- 2015: Assassin’s Creed Syndicate (DLC) als Brinley Ellsworth
- 2016: Lego Marvel’s Avengers als Pietro Maximoff/Quicksilver
- 2017: Fortnite: Rette die Welt als Ninja Ken
- 2019: Lego DC Super-Villains als Damian Wayne/Robin
- 2020: Immortals Fenyx Rising als Fenyx
- 2021: Far Cry 6
- 2023: Mortal Kombat 1 als Takeda
- 2024: Alone in the Dark als Jacob van Ostadte, Mr. Waiters
- 2025: Assassin’s Creed Shadows als Lopo Cruz

## Hörspiele & Hörbücher (Auswahl)
- Das Weihnachtsgeheimnis
- Mein Indianersommer
- Peterchens Mondfahrt
- 1997: David Mamet: Die Rache der Weltraum-Pandas oder Binky Rudich und die Zweigang-Uhr (Leonard) – Regie: Ulrich Gerhardt (SWF)
- 1998: Amos Oz: Der Panther im Keller (Profos) – Regie: Hermann Naber (SWF)
- 1999: Jostein Gaarder: Das Weihnachtsgeheimnis (Folgen 10–16, 18–23) (Umuriel) – Regie: Hermann Naber (MDR/WDR)
- 2000: C. D. Payne: Crazy Times – Die Tagebücher des Nick Twisp (Lefty) – Regie: Oliver Sturm (SWR)
- 2005: Thomas Stiller: Stille Nacht – Heilige Nacht (Frank) – Regie: Christoph Dietrich (SWR)
- 2006: Michael Dibdin: Im Zeichen der Medusa (Siro Passarini) – Regie: Christoph Dietrich (WDR)
- 2012: Washington Irving: Gruselkabinett; Folge 68: Die Legende von Sleepy Hollow (Jost van Winkel), – Regie: Stephan Bosenius, Marc Gruppe (Titania Medien)
- 2012: Robert E. Howard: Gruselkabinett; Folge 70: Schwarze Krallen (Joel Brill) – Regie: Stephan Bosenius, Marc Gruppe (Titania Medien)
- 2015–2017: Ivar Leon Menger: Monster 1983 (Staffel 1–3) (Jack) – Regie: Ivar Leon Menger (audible)
- 2016: Oscar Wilde & Mycroft Holmes: Sonderermittler der Krone
- 2021: Lady Bedfort: Der Tod über den Wolken
- 2021: Anette Strohmeyer, Ivar Leon Menger, Hendrik Buchna, Carsten Steenbergen, Derek Meister und Eric Niemann: Die schwarze Stadt. Staffel 1 (Hörbuch) (Audible)
- 2021: Paul Burghardt: Wayne McLair (Folgen 16–19, 21–22) (Maritim)
- 2024: Erik Albrodt: Murder Tales; Folge 2: Tod im All (Dominic) – Regie: Christoph Piasecki (Contendo Media)
- 2025: Sonja Rüther als S. Rayker: YAY!THERE (Briefgestöber)